# Regenkreis

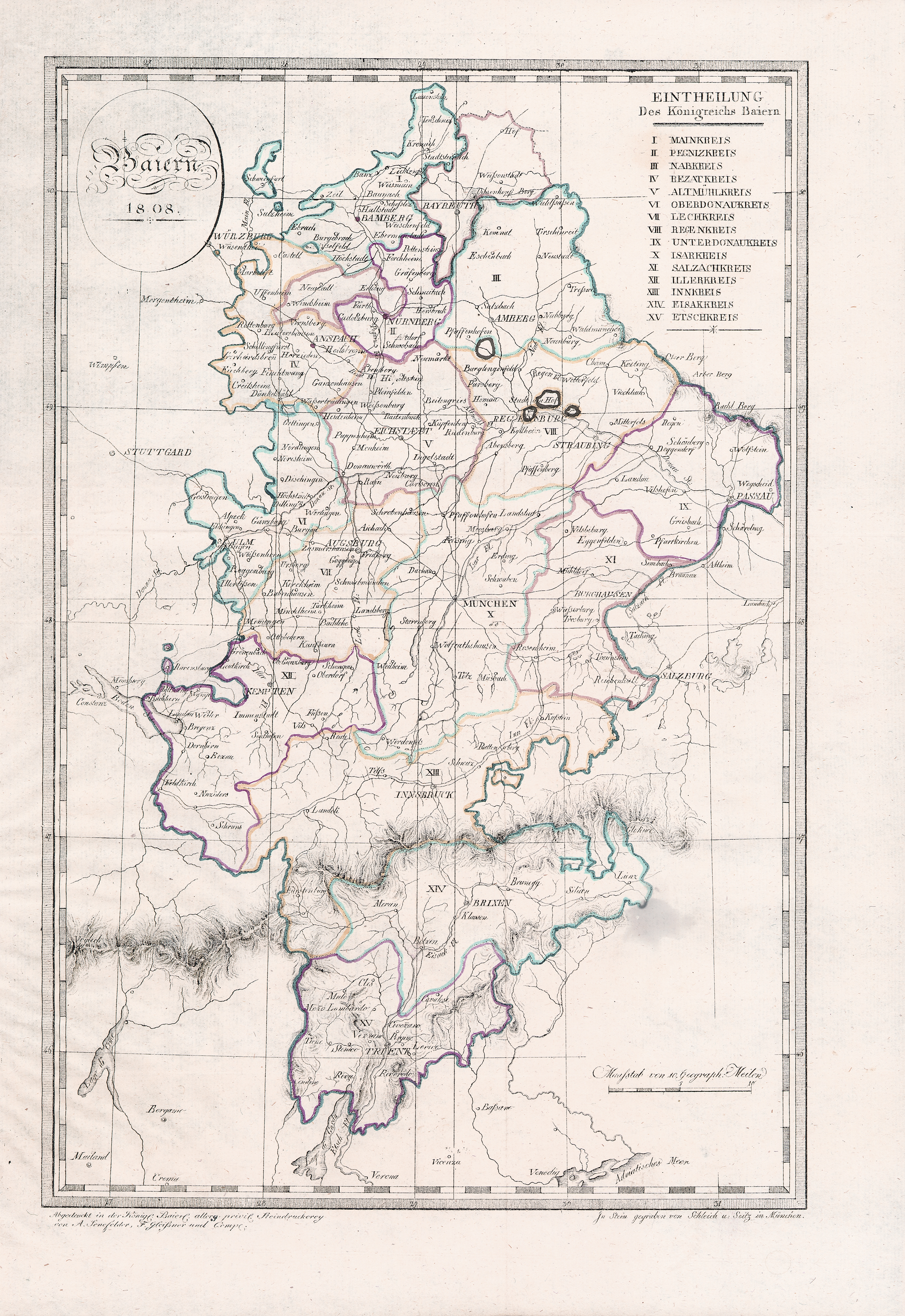
Bayerns Einteilung in Kreise im Jahr 1808

Der Regenkreis mit der Hauptstadt Straubing und später Regensburg war einer der Kreise des Königreichs Bayern. Er war von 1806 bis 1837 Vorläufer des späteren Regierungsbezirks Oberpfalz.

## Gliederung

### Kreisunmittelbare Stadt
Kreisunmittelbare Städte im Regenkreis sind: Amberg (ab 1810), Regensburg (ab 1810), Straubing (bis 1810)

### Landgerichte
Der Kreis gliederte sich in folgende Landgerichte älterer Ordnung bzw. Herrschaftsgerichte (HG):
Abensberg, Amberg (ab 1810), Barbing (kurzzeitig 1811), Burglengenfeld, Cham, Hemau, Kastl (ab 1810), Kelheim, Kipfenberg (ab 1817; von Nov. 1817–1833 HG), Kötzting, Laberweinting HG (ab 1814), Mitterfels (bis 1810), Nabburg (ab 1810), Neunburg vorm Wald (ab 1810), Parsberg, Pfaffenberg, Regenstauf (ab 1811), Riedenburg (ab 1810), Roding (ab 1814), Stadtamhof, Straubing (bis 1810), Sulzbach (ab 1810), Viechtach (bis 1810), Vohenstrauß (ab 1810), Waldmünchen (ab 1810), Wetterfeld, Winklarn HG (ab 1814), Wörth LG (1811–1814, dann HG), Zaitzkofen HG (ab 1813)

## Geschichte
Im Jahr 1808 kam es zu einer grundlegenden Neuordnung der Verwaltung Bayerns, die von Maximilian von Montgelas initiiert wurden. Montgelas war damals der leitende Minister des zwei Jahre zuvor gegründeten Königreichs Bayern. Im Rahmen dieser Reform wurde auch die mittlere Verwaltungsebene komplett umgestaltet, wobei die historisch gewachsenen Territorialeinheiten aufgelöst und stattdessen fünfzehn administrative Kreise geschaffen wurden, zu denen auch der Regenkreis gehörte. Dieser umfasste im Wesentlichen den westlichen Teil des bisherigen Rentamts Straubing sowie den einstig pfalz-neuburgischen Nordgau.
Der Regenkreis umfasste zunächst 13 Landgerichte und seit 1809 die kreisunmittelbare Stadt Straubing. 1810 wurde er erheblich vergrößert: Zum Regenkreis kamen das bisherige Fürstentum Regensburg sowie einen Großteil des aufgelösten Naabkreises um Amberg. Auch einen Teil des ebenfalls aufgelösten Altmühlkreises kam zum Regenkreis. Dieser gab aber auch Gebiete an den Unterdonaukreis ab, darunter die bisherigen Kreishauptstadt Straubing, sodass die Stadt Regensburg nun geografisch zum Mittelpunkt des Kreises sowie Sitz des Generalkreiskommissariats wurde. 
Bei der von König Ludwig I. veranlassten Gebietsreform vom 29. November 1837 erfolgte die Eingliederung in den Regenkreis derjenigen historisch oberpfälzischen Gebiete, die 1810 aus dem Naabkreis dem Mainkreis anheimgefallen waren, sowie die Umbenennung der Körperschaft in Kreis Oberpfalz und Regensburg. So wurde der Regenkreis Vorläufer der heutige Bezirk Oberpfalz.